# Dagmar Felix
Dagmar Felix (* 23. März 1960 in Wilhelmshaven) ist eine deutsche Rechtswissenschaftlerin.

## Leben
Nach dem Studium der Rechtswissenschaft an der Universität Passau und dem Referendariat in Passau und Regensburg war Dagmar Felix seit 1985 Wissenschaftliche Assistentin  an der Universität Passau. Nach dem bestandenen zweiten juristischen Staatsexamen im Mai 1988 war sie dort Akademische Rätin auf Zeit. Promotion und Habilitation für die Fächer Staats- und Verwaltungsrecht und Sozialrecht folgten, weiterhin in Passau, 1992 bzw. 1997, wo Felix seit dem August 1997 Oberassistentin war. Nach Lehrstuhlvertretungen in Regensburg und Hamburg erfolgte im April 1998 der Ruf an die Universität Hamburg, im September desselben Jahres an die Universität Münster.
Seit dem Januar 1999 hat Dagmar Felix eine C3-Professur an der Universität Hamburg inne. Im März 2002 folgte der Ruf auf den Lehrstuhl für öffentliches Recht mit Schwerpunkten im Verwaltungsrecht und im Recht der staatlichen Transfersysteme an der Universität Hannover. Seit Juli 2002 ist Dagmar Felix Inhaberin einer C4-Professur für Öffentliches Recht mit dem Schwerpunkt Sozialrecht. Von 2005 bis 2010 war sie Prodekanin für Personal und Haushalt.
2018/2019 war Dagmar Felix Mitglied der vom Bundesgesundheitsministerium berufenen Honorarkommission. Diese beschäftigte sich mit Leitfragen wie die unterschiedlichen Honorarordnungen im vertrags- und privatärztlichen Bereich und möglichen Auswirkungen der Einführung eines modernen Vergütungssystems insbesondere auf die Versorgungsqualität.
Im September 2019 gehörte sie zu den etwa 100 Staatsrechtslehrern, die sich mit dem offenen Aufruf zum Wahlrecht Verkleinert den Bundestag! an den Deutschen Bundestag wandten.
Dagmar Felix ist Mitherausgeberin der Neuen Zeitschrift für Sozialrecht.

## Schriften (Auswahl)
- Das Remonstrationsrecht und seine Bedeutung für den Rechtsschutz des Beamten. Verwaltungswissenschaftliche Abhandlungen, Band 5. Heymann Verlag. Köln. 1993. Zugl.: Passau, Univ., Diss., 1992. ISBN 3-452-22607-7
- Kindergeldrecht. §§ 62–78 EStG, §§ 1–22 BKGG. Kommentar. Verlag C.H. Beck. München. 2005. ISBN 3-406-52687-X
- Einheit der Rechtsordnung. Zur verfassungsrechtlichen Relevanz einer juristischen Argumentationsfigur. Jus Publicum, Band 34. Verlag Mohr Siebeck. Tübingen. 1998. Zugl.: Passau, Univ., Habil.-Schr., 1997. ISBN 3-16-146988-7